# Episodi di Fear the Walking Dead (seconda stagione)
La seconda stagione della serie televisiva Fear the Walking Dead, composta da quindici episodi, è stata trasmessa in prima visione negli Stati Uniti d'America dall'emittente AMC dal 10 aprile al 2 ottobre 2016.
In Italia la stagione è andata in onda in prima visione satellitare su MTV, canale a pagamento della piattaforma Sky, dal 21 aprile al 17 ottobre 2016, mentre in chiaro, è andata in onda dal 5 gennaio 2017 su Paramount Channel.
| nº | Titolo originale     | Titolo italiano         | Prima TV USA      | Prima TV Italia   |
| -- | -------------------- | ----------------------- | ----------------- | ----------------- |
| 1  | Monster              | Mostro                  | 10 aprile 2016    | 21 aprile 2016    |
| 2  | We All Fall Down     | Tutti cadiamo a terra   | 17 aprile 2016    | 28 aprile 2016    |
| 3  | Ouroboros            | Uroboro                 | 24 aprile 2016    | 5 maggio 2016     |
| 4  | Blood in the Streets | Strade insanguinate     | 1º maggio 2016    | 12 maggio 2016    |
| 5  | Captive              | Lo scambio              | 8 maggio 2016     | 19 maggio 2016    |
| 6  | Sicut Cervus         | Salmo 42                | 15 maggio 2016    | 26 maggio 2016    |
| 7  | Shiva                | Confessa i tuoi peccati | 22 maggio 2016    | 2 giugno 2016     |
| 8  | Grotesque            | Grottesco               | 21 agosto 2016    | 5 settembre 2016  |
| 9  | Los Muertos          | I morti                 | 28 agosto 2016    | 5 settembre 2016  |
| 10 | Do Not Disturb       | Non disturbare          | 4 settembre 2016  | 12 settembre 2016 |
| 11 | Pablo & Jessica      | Pablo e Jessica         | 11 settembre 2016 | 19 settembre 2016 |
| 12 | Pillar of Salt       | Statua di sale          | 18 settembre 2016 | 26 settembre 2016 |
| 13 | Date of Death        | Data di morte           | 25 settembre 2016 | 3 ottobre 2016    |
| 14 | Wrath                | Ira                     | 2 ottobre 2016    | 10 ottobre 2016   |
| 15 | North                | Nord                    | 2 ottobre 2016    | 17 ottobre 2016   |

## Mostro
- Titolo originale: Monster
- Diretto da: Adam Davidson
- Scritto da: Dave Erickson

### Trama
Il gruppo fugge dalla villa di Victor e si imbarca sul suo grande yacht "Abigail", mentre Los Angeles è bombardata dai militari. Sulla barca cominciano subito a insorgere divergenze perché Victor si dimostra contrario a salvare un gruppo di naufraghi. Anche Alicia, che nel cercare aiuto via radio ha preso contatto con uno sconosciuto su un'altra barca, si trova negata la possibilità di andarlo a cercare per timore che sia una trappola. La barca si imbatte in un altro naufragio con alcuni erranti che vi galleggiano intorno; Nick, che si trovava già in acqua, si avventura pericolosamente nel relitto e recupera il diario di bordo. Victor rileva dal radar un'imbarcazione in avvicinamento e, temendo possa essere chi ha affondato quel relitto, dopo avere recuperato il ragazzo fa allontanare la barca velocemente.
- Guest star: Elizabeth Rodriguez (Liza Ortiz), Daniel Zovatto (Jack Kipling)[2].
- Ascolti USA: telespettatori 6.674.000 – rating 18-49 anni 3,1%[3]

## Tutti cadiamo a terra
- Titolo originale: We All Fall Down
- Diretto da: Adam Davidson
- Scritto da: Brett C. Leonard e Kate Barnow (storia), Kate Barnow (soggetto)

### Trama
Il gruppo decide di attraccare nella baia di un'isola vicina per seminare l'imbarcazione che li sta inseguendo. Victor, Daniel e Ofelia rimangono a bordo mentre gli altri scendono a esplorare il luogo. Il gruppo viene accolto da una famiglia di sopravvissuti, scoprendo che tutta la costa ovest è perduta e l'interno non se la passa bene. Nick viene a sapere dal figlio più piccolo, Harry, di alcune pasticche che prenderanno per non ammalarsi, e, cercandole, Nick trova pillole per l'eutanasia. In seguito la madre, Melissa, chiede a Madison di portare con lei i suoi due figli più piccoli, Harry e Willa, per dare loro un futuro. Il gruppo si prepara ad andarsene con i due bambini, ma è troppo tardi: Willa muore dopo avere preso una pillola e si trasforma in vagante, uccidendo la madre, mentre il padre George rimane con loro e chiede a Travis di portare via Harry. Viene però fermato dal figlio più grande Seth, che impedisce loro di portare via il fratello. Mentre la barca si allontana Seth è costretto a uccidere la madre, ormai trasformata in vagante, davanti al fratellino.
- Guest star: Catherine Dent (Melissa Geary), David Warshofsky (George Geary), Jeremiah & Maverick Clayton (Harry Geary), Aria Lyric Leabu (Willa Geary), Jake Austin Walker (Seth Geary).
- Ascolti USA: telespettatori 5.581.000 – rating 18-49 anni 2,5%[4]

## Uroboro
- Titolo originale: Ouroboros
- Diretto da: Stefan Schwartz
- Scritto da: Alan Page

### Trama
Lo yacht ha un'avaria causata da un infetto incastrato nei motori. Nell'attesa che Travis effettui le necessarie riparazioni Alicia, Nick, Chris e Daniel scendono a terra per cercare rifornimenti tra valigie disperse sulla costa. Chris si allontana scoprendo i resti di un disastro aereo ed è costretto a uccidere un sopravvissuto ormai morente. Madison intanto fronteggia Victor e viene a sapere che l'uomo ha un rifugio in Messico dove sta andando e dove accetta di ospitarli. Daniel va a cercare Chris e si imbatte in una sopravvissuta inseguita da un'orda di vaganti. Tutti si ritrovano infine sulla costa, braccati dai vaganti. Nick, scoprendo per caso che non viene notato se coperto del loro sangue, riesce ad aprire una via di fuga verso il mare. Il gruppo torna salvo allo yacht, ormai riparato, trainando il gommone della sopravvissuta che trasporta un altro ferito. Victor non vuole l'estranea a bordo, e alla fine si decide che verranno trainati fino a San Diego, dando loro cibo e acqua. Strand però, risentito, poco dopo taglia la corda del traino.
- Guest star: Dan Donohue (Michael), Brendan Meyer (Jake Powell).
- Altri interpreti: Jonathan Goldstein (Alan), Gary Kraus (Ian), Regen Wilson (Tom).
- Ascolti USA: telespettatori 4.726.000 – rating 18-49 anni 2,1%[5]

## Strade insanguinate
- Titolo originale: Blood in the Streets
- Diretto da: Michael Uppendahl
- Scritto da: Kate Erickson

### Trama
La notte, mentre Chris e Ofelia parlano sul pontile, un gommone abborda la barca e, fingendosi in difficoltà, tre ragazzi prendono il controllo dello yacht. Alicia riconosce Jack, il ragazzo con cui aveva parlato alla radio per adescarla. Victor fugge a bordo di un gommone, ma gli sparano e finisce alla deriva. Jack e i suoi compagni Reed e Vida chiamano il loro capo Connor e attendono il suo arrivo. Intanto Nick, su richiesta di Victor, ha abbandonato la nave prima dell'abbordaggio e si incontra sulla costa con Luis Flores, amico di Tomas Abigail, a sua volta socio e fidanzato di Victor. Connor nel frattempo raggiunge la barca e porta via Travis, che nel frattempo è riuscito a fare partire la barca senza chiavi, e Alicia, su richiesta di Jack. Reed rimane con altri due uomini di Connor sulla barca per finire il lavoro, ma vengono raggiunti da Nick e Flores che con un fucile di precisione elimina rapidamente i due uomini di Connor, permettendo agli altri di sopraffare anche Reed e impossessarsi nuovamente della barca. Nick sale a bordo e spiega agli altri perché si è allontanato; in seguito Madison salva Victor, ancora alla deriva poco distante.
- Guest star: Dougray Scott (Thomas Abigail), Veronica Diaz (Vida), Marlene Forté (Celia Flores), Mark Kelly (Connor), Jesse McCartney (Reed), Arturo Del Puerto (Luis Flores), Daniel Zovatto (Jack Kipling).
- Altri interpreti: Sarah McCreanor (Red), Josh Wingate (Ben).
- Ascolti USA: telespettatori 4.803.000 – rating 18-49 anni 2,1%[6]

## Lo scambio
- Titolo originale: Captive
- Diretto da: Craig Zisk
- Scritto da: Carla Ching

### Trama
Daniel arresta l'emorragia di Reed, ferito gravemente nella colluttazione, ottenendo preziose informazioni da quello che si lascia sfuggire. Madison dirige quindi la barca verso il gruppo di Connor nonostante l'opposizione di Flores. Travis intanto è imprigionato e riceve la visita di Alex, la ragazza che avevano lasciato alla deriva, che gli racconta di avere dovuto uccidere il suo compare ferito ed essere lei ad avere fatto trovare a Connor l'Abigail. Madison concorda via radio con Connor uno scambio di prigionieri: suo fratello Reed per Alicia e Travis. Chris, però, uccide Reed giustificandosi che si sarebbe trasformato, ed effettivamente si risveglia come vagante poco dopo. Il gruppo lo incappuccia e camuffa per usarlo ancora per lo scambio. Quando viene effettuato lo scambio Reed azzanna Connor uccidendolo e Madison approfitta della situazione per liberare Travis e fuggire con lui e Alicia, che nel frattempo rifiuta di rimanere con Jack per stare con la sua famiglia.
- Guest star: Veronica Diaz (Vida), Mark Kelly (Connor), Jesse McCartney (Reed), Arturo Del Puerto (Luis Flores), Daniel Zovatto (Jack Kipling).
- Altri interpreti: Richard Núñez (Pirata 1), Mark Kubr (Pirata 2).
- Ascolti USA: telespettatori 4.414.000 – rating 18-49 anni 2,0%[7]

## Salmo 42
- Titolo originale: Sicut Cervus
- Diretto da: Kate Dennis
- Scritto da: Brian Buckner

### Trama
In Messico un gruppo di parrocchiani prende le armi e Tomas Abigail cerca di fermarli. Sullo yacht Luis e Victor cercano di oltrepassare il blocco navale dei militari con una trattativa, tuttavia le cose vanno male e Flores rimane mortalmente ferito. Il gruppo riesce comunque a raggiungere la costa e seguendo Victor si ritrovano accerchiati dai parrocchiani, diventati vaganti. Il gruppo li elimina e raggiunge la tenuta di Thomas Abigail; quest'ultimo è stato tuttavia morso da un vagante e sta morendo. Il gruppo scopre ben presto la credenza che vige nella zona, prima fra tutti la domestica Celia Flores, madre di Luis, secondo cui i vaganti non sono morti e quindi torneranno in vita. Daniel la notte scopre un gruppo di vaganti tenuti segregati nella tenuta e intuisce che è stata Celia ad avvelenare i parrocchiani con le ostie. La donna ne porta due anche a Tomas e Victor per permettere loro di suicidarsi. Madison e Travis, intanto, discutono sul comportamento di Chris, che preoccupa la donna. Più tardi il ragazzo entra in camera di Madison e Alicia mentre dormono e afferra un pugnale, ma uno sparo sveglia le due donne: Victor ha prevenuto la trasformazione di Tomas, che era appena morto.
- Guest star: Dougray Scott (Thomas Abigail), Marlene Forté (Celia Flores), Arturo Del Puerto (Luis Flores).
- Altri interpreti: Moisses Arath Leyva (Juan), Sebastiàn Cano (Daniel da ragazzo), Diana Lein (Sofia), Ramón Medína (Jorge), Alex Perazza (comandante Vazquez), José Sefami (prete), Julio Umana (chierichetto).
- Ascolti USA: telespettatori 4.486.000 – rating 18-49 anni 1,9%[8]

## Confessa i tuoi peccati
- Titolo originale: Shiva
- Diretto da: Andrew Bernstein
- Scritto da: David Wiener

### Trama
Celia è furiosa perché Victor ha ucciso definitivamente Tomas e concede al gruppo tempo un giorno per andarsene dalla tenuta. Chris intanto è fuggito e Travis va alla sua ricerca. Nick recupera il vagante in cui si è trasformato Luis e lo porta a Celia, ottenendo il permesso di rimanere insieme al gruppo, escluso Victor. Daniel intanto, tormentato da allucinazioni della moglie, cerca di fuggire con Ofelia usando la forza, ma viene fermato e legato poiché ritenuto pericoloso. Nick esce di nuovo e rintraccia Travis, che nel frattempo ha ritrovato Chris, ma i due decidono di non tornare e chiedono a Nick di non farne parola. Celia conduce Madison nella cella dei vaganti per cercare di convincerla della sua idea, ma Madison la chiude dentro con loro e se ne va. Daniel nel frattempo si libera e appicca un incendio per distruggere i vaganti tenuti alla tenuta, ma il fuoco divampa in tutta la villa. Victor, che stava per andarsene con un pick-up, recupera Madison, Alicia e Ofelia; Daniel sembra disperso e Nick, appena rientrato, li accusa di essere mostri che distruggono tutto e si rifiuta di seguirli.
- Guest star: Marlene Forté (Celia Flores), Jorge-Luis Pallo (Javier), Arturo Del Puerto (Luis Flores), Patricia Reyes Spíndola (Griselda Salazar).
- Altri interpreti: Moisses Arath Leyva (Juan), Sebastiàn Cano (Daniel da ragazzo), Diana Lein (Sofia), Renato Marin Alcalde (Ramon), Ramón Medína (Jorge), Fernando Rojasbarr (Uomo ferito).
- Ascolti USA: telespettatori 4.388.000 – rating 18-49 anni 1,9%[9]

## Grottesco
- Titolo originale: Grotesque
- Diretto da: Dan Sackheim
- Scritto da: Kate Barnow

### Trama
Gli abitanti della tenuta di Abigail si dividono e a Nick viene suggerito di dirigersi a nord verso Tijuana. Lungo la strada si imbatte in numerose insidie, trovandosi ben presto senza cibo e acqua. Dopo essere stato morso da un cane randagio viene salvato da un numeroso gruppo di vaganti con i quali si mimetizza, riuscendo con loro a sopraffare due banditi che in precedenza avevano cercato di ucciderlo. Ormai debole viene lasciato indietro dai vaganti e un gruppo di uomini lo osserva, ma decide di non andare in suo soccorso. Nonostante ciò, grazie alla pioggia, Nick riesce a riprendersi e raggiungere la periferia di Tijuana; lì, seppure con sospetto, viene accolto in una comunità e la sua ferita medicata. Intanto mediante alcuni flashback si racconta del periodo di riabilitazione con la sua terapista Gloria, in seguito divenuta sua ragazza e anche lei tossicodipendente.
- Guest star: Paul Calderón (Alejandro Nuñez), Danay García (Luciana Galvez), Lexi Johnson (Gloria).
- Altri interpreti: Moisses Arath Leyva (Juan), Jorge Bustamante (Uomo anziano), David Fernandez Jr. (Fuorilegge 2), Heidi García (Madre), Lyn Alicia Henderson (Consulente di Nick), Alfredo Herrera (Francisco), Kassandra Iribe (Bambina di 6 anni), Diana Lein (Sofia), Carlos Segura (Scout con Luciana), Edgar Wuotto (Fuorilegge 1).
- Ascolti USA: telespettatori 3.864.000 – rating 18-49 anni 1,6%[10]

## I morti
- Titolo originale: Los Muertos
- Diretto da: Deborah Chow
- Scritto da: Alan Page

### Trama
Nick assiste al sacrificio volontario di un uomo ai vaganti e Luciana, una donna della colonia, gli spiega che è usanza che chi è vicino alla morte si consegni ai vaganti che fanno da "muro protettivo" della comunità; quest'ultima è guidata da Alejandro, un ex farmacista apparentemente morso da un vagante, ma sopravvissuto. Nick e Luciana si recano da una gang della zona per scambiare farmaci con cibo e acqua; il ragazzo viene scoperto a rubare, ma riesce a ricattare il capo della gang Marco, sostenendo di essere gli unici che possono fornirgli ossicodone per la sorella tossicodipendente. Nel frattempo Madison, Alicia, Ofelia e Victor, dopo avere cercato invano Nick per due giorni, si recano all'Abigail, scoprendo che è scomparsa. Dopo avere lasciato un messaggio sulla sabbia si rifugiano in un hotel apparentemente vuoto. Il gruppo abbassa la guardia, ma il rumore che provocano fa sì che poco dopo Madison e Victor vengano accerchiati dai vaganti nascosti nelle varie camere; Ofelia sembra scomparsa e Alicia si trova la strada sbarrata dai vaganti.
- Guest star: Paul Calderón (Alejandro Nuñez), Alejandro Edda (Marco Rodriguez), Danay García (Luciana Galvez).
- Altri interpreti: Blanca Hernàndez (Vieja), Katia López (Figlia dell'uomo morente), Aquiles Medellín (Uomo morente della Colonia), Julio Pedrero (Anziano malato della Colonia).
- Ascolti USA: telespettatori 3.661.000 – rating 18-49 anni 1,6%[11]

## Non disturbare
- Titolo originale: Do Not Disturb
- Diretto da: Michael McDonough
- Scritto da: Lauren Signorino

### Trama
In un flashback, al Rosarito Beach Hotel era in corso un matrimonio. Allo scoppiare dell'epidemia Elena e Hector, due dipendenti dell'hotel, chiusero gli invitati nella sala ricevimenti nel tentativo di arginare la piaga. Intanto nel presente Alicia, nel tentativo di raggiungere la madre, incontra Elena che le spiega che gli ospiti sopravvissuti hanno rapito suo nipote Hector per farsi consegnare le chiavi dell'albergo che lei possiede. Alicia la convince ad aiutarla per cercare Madison; Victor e Ofelia e insieme riescono a raggiungere il piano terra. Le due donne si imbattono negli ospiti sopravvissuti e sono costretti a cedere le chiavi per farsi consegnare Hector. Liberati i vaganti per creare un diversivo fuggono e ritrovano Madison e Victor sani e salvi. Nel frattempo Chris e Travis incontrano tre ragazzi che offrono loro di unirsi nel viaggio verso San Diego: Travis non si fida di loro e per l'insistenza di Chris, accetta di farsi accompagnare solo fino alla città successiva. Fermatisi in una fattoria vengono minacciati dal proprietario di casa; mentre Travis cerca di moderare la situazione il proprietario di casa ferisce uno dei ragazzi e Chris lo uccide.
- Guest star: Karen Bethzabe (Elena Reyes), Kelly Blatz (Brandon Luke), Israel Broussard (James McCallister), Raul Casso (Andrés Diaz), Schuyler Fisk (Jessica Stowe), David Grant Wright (Charles Stowe), Ramses Jimenez (Hector Reyes), Andres Londono (Oscar Diaz), Brenda Strong (Ilene Stowe), Kenny Wormald (Derek).
- Altri interpreti: Gustavo Pastrana (Elias Suarez).
- Ascolti USA: telespettatori 2.991.000 – rating 18-49 anni 1,2%[12]

## Pablo e Jessica
- Titolo originale: Pablo & Jessica
- Diretto da: Uta Briesewitz
- Scritto da: Kate Erickson

### Trama
Madison e Victor fuggono dagli infetti camuffandosi con il loro sangue e si ricongiungono ad Alicia, Elena e Hector. Madison convince gli altri ospiti a collaborare per ripulire l'hotel e renderlo una casa per tutti. Tutti insieme attirano quindi tutti i vaganti verso il molo, facendoli poi cadere in mare. Mentre il gruppo si riunisce a cena Victor si reca da Oscar, lo sposo, e lo convince a fargli uccidere definitivamente la moglie Jessica, ancora un vagante. Nick intanto aumenta le riserve di ossicodone della colonia mischiandolo con latte in polvere. Il ragazzo si reca nuovamente dalla gang per portare loro l'oppioide e tenerli quieti; Luciana lo accompagna e si sfoga per la recente morte di Pablo, suo fratello. La sera stessa Luciana fa visita a Nick e i due, dopo essersi conosciuti meglio, si baciano.
- Guest star: Karen Bethzabe (Elena Reyes), Paul Calderón (Alejandro Nuñez), Raul Casso (Andrés Diaz), Danay García (Luciana Galvez), Ramses Jimenez (Hector Reyes), Andres Londono (Oscar Diaz), Brenda Strong (Ilene Stowe).
- Altri interpreti: Victor Escalante (Bambino della Colonia), Alfredo Herrera (Francisco), Katia López (Bambina della Colonia).
- Ascolti USA: telespettatori 3.401.000 – rating 18-49 anni 1,5%[13]

## Statua di sale
- Titolo originale: Pillar of Salt
- Diretto da: Gerardo Naranjo
- Scritto da: Carla Ching

### Trama
Francisco, un esploratore della colonia, fugge con la sua famiglia, ma viene poco dopo catturato da Marco e i suoi uomini della gang. Mentre Ofelia viaggia da sola con il pick-up che ha rubato all'hotel tutti si adoperano per renderlo sicuro, ma la madre della sposa Jessica accoltella Victor per avere ucciso definitivamente sua figlia. La donna viene tenuta sorvegliata e Madison, Elena e Oscar si dirigono dalla gang di Marco per scambiare pesce e ghiaccio per le medicine necessarie. Durante lo scambio Madison origlia l'interrogatorio a Francisco e si convince che il ragazzo straniero con i capelli trasandati che viene nominato sia Nick, intromettendosi per saperne di più. Elena riesce a fermarla prima che comprometta lo scambio e riescono a tornare all'hotel con i farmaci. Una volta arrivati Madison accende l'insegna nel tentativo di attirare Nick, che viene vista però da Travis. Intanto alla colonia, saputo della fuga di Francisco, Alejandro vieta a tutti di uscire nonostante Nick insista per andare dalla gang di Marco per fare un altro scambio. Mentre osserva l'uscita della colonia Nick si accorge di essere osservato da Marco.
- Guest star: Karen Bethzabe (Elena Reyes), Paul Calderón (Alejandro Nuñez), Ruben Carbajal (Antonio Reyes), Raul Casso (Andrés Diaz), Alejandro Edda (Marco Rodriguez), Danay García (Luciana Galvez), Ramses Jimenez (Hector Reyes), Andres Londono (Oscar Diaz), Patricia Reyes Spíndola (Griselda Salazar), Brenda Strong (Ilene Stowe), Ashley Zukerman (William).
- Altri interpreti: Maria Antonieta Zapien Romero (Laura), Denitza Garcia (Ana), Alfredo Herrera (Francisco), Cuauhtli Jiménez (Reynaldo).
- Ascolti USA: telespettatori 3.616.000 – rating 18-49 anni 1,6%[14]

## Data di morte
- Titolo originale: Date of Death
- Diretto da: Christoph Schrewe
- Scritto da: Brian Buckner

### Trama
Alla fattoria Travis medica James, il ragazzo ferito dal fattore, seppellendo poi quest'ultimo. Travis e Chris discutono su quanto accaduto in quanto il ragazzo non prova rimorso. Dopo una settimana i ragazzi decidono di ripartire, ma James si dimostra incapace di proseguire. Chris e i due ragazzi meditano di sopprimere James, ma Travis si oppone. Chris, ingannandolo, permette ai due ragazzi di uccidere il compare. Travis tenta un'ultima volta di convincere Chris a restare con lui, ma il ragazzo rifiuta e parte con i due ragazzi, Brandon e Derek. Ai cancelli dell'hotel sono accorsi molti profughi, attirati dall'insegna luminosa accesa da Madison. Gli occupanti dell'hotel decidono infine di farli entrare; tra di loro c'è anche Travis, che racconta a Madison l'accaduto. La donna ne rimane colpita e decide di confessare ad Alicia che il padre in realtà si è suicidato. Quella notte altre persone giungono all'hotel, tra cui Brandon e Derek.
- Guest star: Karen Bethzabe (Elena Reyes), Kelly Blatz (Brandon Luke), Israel Broussard (James McCallister), Raul Casso (Andrés Diaz), Ramses Jimenez (Hector Reyes), Andres Londono (Oscar Diaz), Kenny Wormald (Derek).
- Altri interpreti: Gustavo Pastrana (Elias Suarez).
- Ascolti USA: telespettatori 3.491.000 – rating 18-49 anni 1,5%[15]

## Ira
- Titolo originale: Wrath
- Diretto da: Stefan Schwartz
- Scritto da: Kate Barnow

### Trama
Ofelia è costretta a proseguire a piedi dopo un guasto del pick-up; attraversato il confine verso gli Stati Uniti viene minacciata da un americano armato. Nick ruba un po' di ossicodone e tenta con esso di proporre al gangster Marco un accordo, ma quest'ultimo gli dice che non hanno più bisogno di loro e suggerisce alla comunità di andarsene perché presto arriveranno a ucciderli. Nick racconta a Luciana e Alejandro l'accaduto e, mentre discutono, un paziente si trasforma e morde alcune persone, tra cui Alejandro. Nick decide di andarsene e chiede a Luciana di seguirlo, poi costringe Alejandro a confessare che non è immune alla malattia e né tanto meno al morso sul braccio, infatti il morso ricevuto in passato era quello di un umano. Luciana tuttavia, nonostante sia delusa, non vuole lasciare la colonia. All'hotel Madison incontra Derek e Brandon, anche loro accolti, e capisce che sono i due ragazzi che erano con Chris. I due raccontano che il ragazzo è morto e su consiglio di Victor decide non dire niente a Travis. Madison tenta di cacciarli, ma Travis si accorge di loro e li costringe a raccontare l'accaduto. Travis coglie alcune incongruenze nella loro storia e si scaglia contro i ragazzi, che gli confessano di averlo ucciso perché ferito a una gamba dopo un incidente stradale. Travis, furioso, uccide a mani nude Brandon e Derek e durante la colluttazione ferisce gravemente Oscar, che aveva tentato di fermarlo.
- Guest star: Karen Bethzabe (Elena Reyes), Kelly Blatz (Brandon Luke), Paul Calderón (Alejandro Nuñez), Dayton Callie (Jeremiah Otto), Ruben Carbajal (Antonio Reyes), Raul Casso (Andrés Diaz), Alejandro Edda (Marco Rodriguez), Danay García (Luciana Galvez), Ramses Jimenez (Hector Reyes), Andres Londono (Oscar Diaz), Kenny Wormald (Derek).
- Altri interpreti: Maria Antonieta Zapien Romero (Laura), Denitza Garcia (Ana), Alfredo Herrera (Francisco), Alfonso Jarquin (Ramiro), Cuauhtli Jimezez (Reynaldo).
- Ascolti USA: telespettatori 3.671.000 – rating 18-49 anni 1,6%[16]

## Nord
- Titolo originale: North
- Diretto da: Andrew Bernstein
- Scritto da: Dave Erickson

### Trama
Nick lascia la colonia, ma poi decide di tornare dicendo di avere visto oltre il confine un campo profughi con elicotteri da soccorso e tenta di convincere Alejandro a fare partire la gente della colonia. All'hotel Elena e gli altri vogliono esiliare Travis; non potendo opporsi Madison e Alicia decidono di partire con lui il giorno successivo. Più tardi Oscar muore in seguito alla lesione subita, perciò suo fratello Andres ed Hector vanno da Travis con l'intenzione di ucciderlo. Alicia accoltella Andres prima che lo faccia e Travis riesce a sopraffare Hector. Victor accorre e aiuta Travis, Alicia e Madison a scappare, ma decide di rimanere all'hotel. I tre fuggitivi raggiungono la base della gang, trovandola deserta, e cercano indizi sulla posizione della colonia dove dovrebbe essere Nick. Intanto Marco e il resto della gang elude l'orda dei vaganti ed entra nella colonia, trovandola vuota. Alejandro, rimasto nascosto, fa in modo che l'orda dei vaganti si riversi nella colonia. Quando Madison, Travis e Alicia vi arrivano scoprono che Marco e il resto della gang sono stati sopraffatti dai vaganti. I tre trovano Alejandro che, morente, dice loro che Nick si sta dirigendo a nord verso il confine. Nel frattempo Nick e Luciana guidano tutta la colonia oltre la frontiera, ma vengono attaccati da soldati che catturano Nick e Luciana.
- Guest star: Karen Bethzabe (Elena Reyes), Kelly Blatz (Brandon Luke), Paul Calderón (Alejandro Nuñez), Ruben Carbajal (Antonio Reyes), Raul Casso (Andrés Diaz), Alejandro Edda (Marco Rodriguez), Danay García (Luciana Galvez), Ramses Jimenez (Hector Reyes), Andres Londono (Oscar Diaz), Kenny Wormald (Derek).
- Altri interpreti: Maria Antonieta Zapien Romero (Laura), Denitza Garcia (Ana), Alfredo Herrera (Francisco), Alfonso Jarquin (Ramiro), Cuauhtli Jimezez (Reynaldo), James Logan (Uomo della milizia), Katia López (Bambina della Colonia).
- Ascolti USA: telespettatori 3.048.000 – rating 18-49 anni 1,3%[16]